# Kileler
Kileler (gr. Κιλελέρ) – miejscowość w Grecji, w administracji zdecentralizowanej Tesalia-Grecja Środkowa, w regionie Tesalia, w jednostce regionalnej Larisa. Historyczna siedziba gminy Kileler. W 2011 roku liczyła 481 mieszkańców.